# Taalkunde
Taalkunde, ook wel taalwetenschap of linguïstiek, is de wetenschappelijke studie van de natuurlijke talen. Het doel van de taalkunde is om talen te beschrijven zoals ze zijn; dat wil zeggen, zoals mensen ze in werkelijkheid gebruiken. Ingeval het onderzoek niet een specifieke taal betreft maar natuurlijke talen in het algemeen, spreken we van algemene taalkunde of universele taalwetenschap.

## Algemeen
Taalkunde is de wetenschappelijke studie van de natuurlijke talen, de door mensen tegen elkaar gesproken talen die op natuurlijke wijze als moedertaal verworven worden. De natuurlijke talen onderscheiden zich van kunsttalen en metataal.
In de taalkunde bestaan twee tradities:
- de traditie om taal zo veel mogelijk als een autonoom, intern samenhangend systeem te bestuderen, juist zo veel mogelijk onafhankelijk van kwesties die in die andere wetenschappen worden bestudeerd. Deze tak van de taalkunde wordt ook wel formele of algemene taalkunde genoemd.
- de traditie om taal juist zo veel mogelijk als geïntegreerd, sociaal systeem te bestuderen, als product en tegelijk producent van sociale verhoudingen. Deze tak van de taalkunde wordt ook wel toegepaste taalkunde genoemd.

De meeste taalkunde is ontwikkeld voor de beschrijving van gesproken talen, waarbij de taal wordt beschouwd zoals die wordt gesproken en geschreven, maar soms wordt expliciet naar spreektaal of naar schrijftaal gekeken. Ook gebarentaal wordt bestudeerd, maar uiteraard is niet alle bestaande taalkunde op gebarentaal van toepassing. Formele taalkunde heeft inhoudelijk ook raakvlakken met de constructie, bestudering en toepassing van formele talen, bijvoorbeeld talen die in de wiskunde worden gebruikt en computertalen.
Omdat taalgebruik en taalontwikkeling menselijke activiteiten zijn, heeft de studie van taal raakvlakken met humane wetenschappen zoals cognitiewetenschappen, psychologie, antropologie en sociologie.
Als wetenschappelijk studiegebied is taalkunde snel gegroeid vanaf de jaren 1960, enerzijds door een toegenomen belangstelling voor de studie van het verband tussen taal en menselijke overtuigingen en gedragingen; anderzijds door ontwikkelingen eigen aan het vakgebied zelf, zoals het werk van de onderzoeksgroep rond de Amerikaanse taalkundige Noam Chomsky.

## Taaluitingen
Als taaluitingen beschouwt de meeste taalkunde dus gesproken uitingen, opgebouwd uit klanken, morfemen, woorden, zinnen en teksten of discoursen. De klanken worden bestudeerd door de fonetiek en de fonologie, de opbouw van woorden door de morfologie, en de groepering van woorden in zinnen door de syntaxis.
De betekenis van taaluitingen wordt bestudeerd door de semantiek. Wat de spreker met de taaluitingen probeert te bewerkstelligen, het doel dat ermee nagestreefd wordt, wordt bestudeerd door de pragmatiek. Ook de gebaren van gebarentaalsprekers worden als taaluitingen opgevat.

## Idealisering van de taal
Volgens Ferdinand de Saussure bestudeert de taalkunde de gedeelde sociale code waarmee mensen communiceren, dus een abstract systeem dat hij langue (taal) noemt en dat strikt onderscheiden wordt van de individuele taaluitingen, die hij aanduidt met de term parole (woord). Langue is dan de collectieve kennis van een gemeenschap van gebruikers, en dus precies het gedeelte van taalgebruik dat zich leent tot wetenschappelijke observatie en beschrijving. Bovendien is deze abstracte taal de kern van het taalgebruik, los van de oppervlakkige en toevallige verschillen tussen gedragsreflexen.
Ook Chomsky beschouwt de idealiserende rol van de taalkunde, maar hij beschouwt dit vanuit het psychologische contrast tussen competentie en performantie: competentie is de kennis die moedertaalgebruikers hebben van de taal als een stelsel van abstracte formele verbanden; performantie is hun eigenlijke communicatiegedrag.

## Deelgebieden
Naargelang van de specifieke belangstelling van de onderzoeker worden diverse deeldomeinen onderscheiden. De Saussure introduceerde een hoofdonderscheid tussen enerzijds diachrone linguïstiek of historische taalkunde, de studie van verandering in de taal, en anderzijds synchrone taalkunde, die de toestand van (een) taal op een bepaald moment bestudeert. Pogingen om algemene beginselen voor de studie van alle talen te formuleren, en de eigenschappen van menselijke taal als verschijnsel zelf te beschrijven, vallen onder de theoretische of algemene taalkunde. De studie van één specifiek taalsysteem heet beschrijvende taalkunde. Als de nadruk ligt op onderlinge verschillen tussen talen, valt de studie onder de hoofding vergelijkende taalkunde (ook typologische taalkunde). Structuralistische taalkunde gaat over de benadering van syntaxis en fonologie die de oppervlaktestructuur van een taal beschrijven, een discipline die sterk op de voorgrond trad in de jaren 1940 en 1950.

### Niveaus van formele analyse
Sommige taalkundige onderzoeksgebieden onderscheiden zich door het niveau van taalgebruik waarop de analyse is gebaseerd. Fonetici gaan uit van klanken; lexicografen van woorden; en grammatici van zinnen.
- In de fonologie worden diverse gelijkaardige klanken (allofonen) samengebracht in fonemen. Een foneem is een abstracte klank die door de taalgebruikers als één klank wordt ervaren, zelfs als er objectieve systematische verschillen zijn in de concrete uitspraak van die klank, bijvoorbeeld naargelang van de klanken die eraan voorafgaan of erop volgen.
- Het daaropvolgende niveau is dat van de lettergreep, dat is een klinker eventueel voorafgegaan en gevolgd door medeklinkers. Een woord dat uit meer dan een lettergreep bestaat, heeft een klemtoon.
- De morfologie ontleedt woorden in hun samenstellende delen, morfemen genaamd. Voorvoegsels en achtervoegsels zijn voorbeelden van morfemen.
- De syntaxis bestudeert de opbouw van zinnen uit afzonderlijke woorden: de betekenis van de volgorde van de woorden, en het gebruik van morfologische aanpassingen om de functie van een woord in de zin te wijzigen of te verduidelijken.

### Studiegebieden
Taalkundige disciplines zijn onder andere:
- Algemene taalkunde
  - Theoretische en/of structuralistische taalkunde (vooral grammatica):
    - Fonologie, de leer van de fonemen (betekenisonderscheidende klanken) van een taal (niet te verwarren met fonetiek)
    - Morfologie, studie van woordvormen
    - Syntaxis, de studie van zinsbouw

  - Semantiek, de studie van de betekenis van woorden, zinnen en teksten
  - Pragmatiek, de studie van taalgebruik
  - Lexicologie, de "woordleer", alles wat met woorden te maken heeft, en lexicografie, de toepassing van lexicologische regels van een taal, zoals spelling en het maken van woordenboeken
  - Fraseologie, analyse van woorden op zinsniveau
  - Stilistiek, hoewel geen echt onderdeel van de formele taalkunde, wel een onderwerp van de grammatica
  - Computationele taalkunde
- Toegepaste taalkunde (ook wel interdisciplinaire, antropologische of fenomenologische taalkunde genoemd): vanaf ten laatste de jaren 1920 kwam de term toegepaste linguïstiek in voege voor een taalkundig-wetenschappelijke benadering van het taalonderwijs. Tijdens de Tweede Wereldoorlog werden de conclusies van de structurele taalkunde toegepast bij het onderwijzen van de grammatica en de fonologie van talen die voor de Amerikaanse oorlogvoering van belang leken. Sindsdien is het belangstellingsveld verruimd met onder meer taalrechten en identiteit, meertaligheid en meertalig onderwijs, geletterdheid, taalbeleid en -planning, taaldiaspora, vertalen en vertolken, spraaktherapie en forensische taalkunde. Widdowson[4] heeft voorgesteld een onderscheid te maken tussen enerzijds taalkunde toegepast (de oorspronkelijke betekenis, namelijk taalproblemen uit de echte wereld oplossen met inzichten uit de taalkunde) en anderzijds toegepaste taalkunde (het gebruik van inzichten uit andere vakgebieden zoals psychologie, antropologie, sociologie en misschien ook filosofie en literatuurwetenschap).[5]
  - Cognitieve linguïstiek
  - Corpuslinguïstiek
  - Conversatieanalyse
  - Discoursanalyse
  - Etnolinguïstiek
  - Forensische linguïstiek
  - Klinische linguïstiek
  - Lhbt-linguïstiek
  - Linguïstiek van vertalen en tolken
  - Literatuurwetenschap
  - Logopedie
  - Linguïstische antropologie
  - Mathematische taalkunde en/of taalstatistiek
  - Medialinguïstiek
  - Narratologie
  - Neurolinguïstiek, het verband tussen taal en hersenen
  - Psycholinguïstiek, met inbegrip van taalverwerving
  - Rechtslinguïstiek
  - Sociolinguïstiek
  - Taalbeheersing
  - Tekstlinguïstiek
  - Taaldidactiek
  - Taalpathologie of afasiologie
  - Veldlinguïstiek
- Historische en vergelijkende taalkunde:
  - Diachrone taalkunde bestudeert de historische ontwikkeling van een taal en reconstrueert niet-overgeleverde oertalen
  - Synchrone taalkunde bestudeert een taal in een bepaalde periode
  - Vergelijkende taalkunde bestudeert de (mate van) verwantschap tussen verschillende talen, gebruikmakend van de reconstructiemethodes uit de historische taalkunde, bijv. indogermanistiek, bantoeïstiek
  - Contrastieve taalkunde bestudeert de verschillen tussen minstens twee talen
- Fonetiek, algemene klankleer (articulatorisch, akoestisch, perceptief alsook linguïstisch)

## Benaderingen

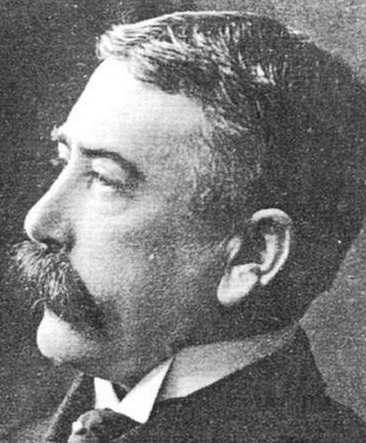
Ferdinand de Saussure stelde algemene taalkunde voor als de studie van de taal als een evenwichtig systeem van betekenis en vorm.

### Humanistische
Het fundamentele principe van de humanistische taalkunde is, dat taal een uitvinding is, die door mensen is gemaakt. Een semiotische traditie van taalkundig onderzoek beschouwt taal als een tekensysteem, dat voortkomt uit de interactie van betekenis en vorm. De organisatie van taalstructuren wordt als computationeel beschouwd. Taalkunde wordt in wezen gezien als gerelateerd aan de sociale en culturele wetenschappen, omdat verschillende talen in sociale interactie worden gevormd door de taalgemeenschap. Kaders die de humanistische kijk op taal vertegenwoordigen, omvatten onder meer de structurele taalkunde.
Structurele analyse betekent het ontleden van elk niveau: fonetisch, morfologisch, syntactisch en discours, tot in de kleinste eenheden. Deze worden verzameld in inventarissen (bijv. foneem, morfeem, lexicale klassen, frasetypes) om hun onderlinge verbondenheid te bestuderen binnen een hiërarchie van structuren en lagen. De functionele analyse voegt aan de structurele analyse de toewijzing van semantische en andere functionele rollen toe, die elke eenheid kan hebben. Een zelfstandig naamwoord kan bijvoorbeeld fungeren als het onderwerp of object van de zin, of als de semantische agent of patiënt.
Functionalistische taalkunde, of functionele grammatica, is een tak van de structuralistische taalkunde. In de humanistische samenhang zijn de termen structuralisme en functionalisme gerelateerd aan hun betekenis in andere menswetenschappen. Het verschil tussen formeel en functioneel structuralisme ligt in hun antwoord op de vraag, waarom talen de eigenschappen hebben, die ze hebben. Functionele verklaring houdt in, dat taal een communicatiemiddel is, of dat communicatie de primaire functie van taal is. Taalvormen worden dan ook uitgelegd op hun functionele waarde of bruikbaarheid. Andere structuralistische benaderingen nemen het perspectief dat vorm volgt uit de innerlijke mechanismen van het bilaterale en meerlagige taalsysteem.

### Biologische
Benaderingen zoals cognitieve linguïstiek en generatieve grammatica bestuderen linguïstische cognitie met het oog op het blootleggen van de biologische onderbouwing van taal. In generatieve grammatica wordt deze onderbouwing begrepen als aangeboren domeinspecifieke grammaticale kennis. Een van de centrale aandachtspunten van de benadering is dus om te ontdekken welke aspecten van taalkundige kennis genetisch zijn.
"Cognitive Linguistics" daarentegen verwerpt de notie van aangeboren grammatica, en bestudeert, hoe de menselijke geest linguïstische constructies creëert op basis van gebeurtenisschema's; en de impact van cognitieve beperkingen en vooroordelen op de menselijke taal. Net als bij neurolinguïstisch programmeren, wordt taal benaderd via de zintuigen. Cognitieve taalkundigen bestuderen de belichaming van kennis door uitdrukkingen te zoeken, die verband houden met sensomotorische schema's.
Een nauw verwante benadering is de evolutionaire taalwetenschap, die de studie van linguïstische eenheden als culturele replicators omvat. Het is mogelijk om te bestuderen hoe taal repliceert en zich aanpast aan de geest van het individu of aan de taalgemeenschap. Constructiegrammatica is een raamwerk, dat het meme-concept toepast op de studie van syntaxis.
De generatieve benadering en de evolutionaire benadering worden soms formalisme en functionalisme genoemd. Deze verwijzing wijkt echter af van het gebruik van de termen in de menswetenschappen.

## Onderzoeksbronnen
Wetenschappelijk onderzoek vereist dat theorie ondersteund wordt door waarnemingen en experimenten, liefst herhaalbaar. Om taal te bestuderen moet taalgebruik worden geobserveerd. Dat kan door een verzameling teksten te isoleren, door rechtstreeks het (mondelinge) taalgedrag van mensen te observeren, of door mensen rechtstreeks te bevragen over hun inzichten over taal:
- Een corpus is een verzameling taalgegevens die we kunnen onderzoeken om te leren hoe taal wordt gebruikt, of hoe ze in het verleden gebruikt werd. Iedere verzameling teksten kan een corpus genoemd worden, maar hedendaagse linguïsten bedoelen meestal een gedigitaliseerde verzameling teksten met zoekfuncties en annotaties om de bruikbaarheid te verhogen. Corpora verschillen van elkaar door hun uitgebreidheid, door hun bereik (algemeen of gespecialiseerd) en door hun tijdskader.
- Bij wetenschappelijke waarnemingen van gesproken taal stelt zich het probleem van (het gebrek aan) spontaneïteit: enerzijds moet de onderzoeker om ethische redenen de voorafgaande toestemming van de spreker hebben; anderzijds passen sprekers hun taalgebruik automatisch aan aan het feit dat ze weten dat ze geobserveerd worden. Dit probleem heet de paradox van de waarnemer.
- Interviews over taalgebruik kunnen volledig gestructureerd, gedeeltelijk gestructureerd of ongestructureerd zijn. Gestructureerde interviews met vaste vragenlijsten laten statistische behandeling toe, terwijl ongestructureerde interviews juist verrassende nieuwe inzichten kunnen opleveren. Een focusgroep is een geleide discussie van een welbepaald onderwerp door een kleine groep taalgebruikers.

## Geschiedenis

### Prehistorie
De belangstelling van de mens voor de taal en haar wetmatigheden dateert wellicht uit voorhistorische tijden, misschien aangewakkerd door de confrontatie met gebruikers van een andere taal, of door de waarneming van dialectische verschillen binnen eenzelfde cultuur. In elk geval hebben vele volkeren onafhankelijk van elkaar een mythologie ontwikkeld waarin de goden de taal aan de mensen schenken: het bijbelverhaal over de toren van Babel is hiervan een voorbeeld. De overgang van prehistorie naar historie, dat wil zeggen de ontwikkeling van het schrift, kan op zich beschouwd worden als een stap in de collectieve bewustwording van een groep taalgebruikers als dusdanig en daardoor als een vooruitgang in de taalkunde.

### Griekenland
De oudste Europese verhandelingen over taal stammen uit het oude Griekenland. De oude Grieken toonden relatief weinig wetenschappelijke interesse voor de verscheidenheid aan talen die ze bij hun kolonisatie van Klein-Azië en Italië ontmoetten, hoewel Plato de vreemde origine van sommige Griekse woorden erkende. Ze waren zich daarentegen scherp bewust van de verscheidenheid aan Griekse dialecten, veroorzaakt door de geografische grenzen van gebergten en eilanden, en de onderlinge verwantschap tussen die dialecten als één Griekse taal. Vanaf de vijfde eeuw v.Chr. verschenen verhandelingen over retorica. Diogenes Laërtius schrijft de oudste studie van de grammatica toe aan Plato. Vanaf de Hellenistische Stoa (300 v.c.) krijgt de taalkunde haar eigen plaats als een specifiek studiegebied, met een afzonderlijke behandeling van fonetica, grammatica en etymologie; geen enkel van deze werken is in zijn geheel tot bij ons overgeleverd. De oudste bewaard gebleven beschrijving van de Griekse taal is de Technè grammatikè van Dionysius Thrax rond het jaar 100 v.Chr. De grondslagen voor de systematische studie van de Griekse grammatica worden toegeschreven aan Apollonius Dyscolus (Alexandrië, 2de eeuw n.Chr.). Zijn modellen, vertaald naar het Latijn, vormden bijna tweeduizend jaar de standaard voor de beschrijving van de Latijnse grammatica.

### Rome
Taalkundigen in het oude Rome pasten de Griekse verworvenheden over grammatica toe op hun eigen Latijn. Varro (1ste eeuw v.Chr.) publiceerde De lingua latina (de Latijnse taal) in 25 boekdelen, waarvan delen 5-10 zijn overgeleverd. Hij deelde de taalkunde in in etymologie, morfologie en syntax. In de etymologie valt vooral op dat Varro geen aandacht besteedde aan de Griekse oorsprong van veel Latijnse woorden, noch aan Grieks-Latijnse woordparen die een duidelijk gemeenschappelijke Indo-Europese oorsprong hebben. Zijn woordclassificatie is origineel. Net als de Grieken onderscheidde hij 8 woordsoorten, waarbij de lidwoorden (die in het Latijn niet voorkomen) werden vervangen door de afzonderlijke categorie van de tussenwerpsels - bij de Grieken nog in dezelfde groep als de bijwoorden. Hij vertaalde de namen van de Griekse naamvallen letterlijk, waarbij de αιτιατική πτώσησ (aitiatikè ptosis, "geval van de oorzaak") verkeerd vertaald werd tot casus accusativus ("geval van de beschuldiging"), de accusatief. De ablatief, de zesde naamval die in het Grieks niet voorkomt, noemde hij de naamval van "degene door wie een handeling wordt uitgevoerd". De grondlegger van de Latijnse grammatica die tot model diende van bijna alle latere werken, was Priscianus (circa 500 n.Chr.). Zijn grammatica in 18 delen zou vandaag bijna duizend bladzijden beslaan. Hij negeerde de woordclassificatie van Varro en greep terug naar die van Thrax.
Een belangrijk subgenre vormde de Schulgrammatik, een grammatica met een strikt hiërarchische opbouw die de veronderstelde logische structuur van de Latijnse taal weerspiegelde, en een voorkeur voor semantische categorieën ten nadele van formele kenmerken van woorden en zinsdelen. Een invloedrijke auteur van dit genre was Aelius Donatus met de Ars minor (korte grammatica) en de Ars maior (lange grammatica).

### Middeleeuwen
Na de val van het West-Romeinse Rijk werd in het Oosten de Oud-Griekse taalkundige traditie voortgezet en becommentarieerd. In het Westen domineerden de kloosters het intellectuele leven met onder meer commentaren op de Latijnse grammatici, naast het originele etymologische en lexicografische werk van Isidorus van Sevilla in de 7de eeuw. Een belangrijke impuls voor de systematische beschrijving van het Latijn kwam van de organisatie van bisschoppelijke scholen op bevel van Karel de Grote. In die tijd verschoof de belangstelling van de geschriften van de kerkvaders naar die van de klassieke Romeinse auteurs. De belangrijkste taalkundige referentie bleef de Ars minor van Donatus.
Het missioneringswerk in de Germaanse gebieden noopte al vroeg tot vertaalwerk. Hiëronymus van Stridon had een van zijn brieven aan de theorie van het vertalen gewijd, waarbij hij argumenteerde ten voordele van het weergeven van de betekenis in plaats van woord voor woord vertalen. Cyrillus en Methodius ontwierpen in de 9de eeuw het Cyrillisch alfabet als een variant van het Griekse, speciaal voor de weergave van de Slavische talen. Abt Aelfric van de abdij van Eynsham schreef een Latijns schoolhandboek, waarbij hij aangaf dat de grammatica (gebaseerd op Priscianus en Donatus) evengoed geschikt was voor het bestuderen van het (oud-)Engels. Ierse monniken pasten dezelfde principes toe voor de beschrijving van de Ierse grammatica, waarbij nieuwe termen werden bedacht voor typische elementen van de Keltische talen zoals de initiële mutatie. Een anonieme IJslandse geleerde uit de 12de eeuw, thans bekend als de "Eerste Grammaticus", ontwikkelde een begrip voor de beginselen van de fonologische analyse om een IJslandse versie van het Latijnse alfabet te ontwikkelen. Het IJslands uit die tijd onderscheidde niet minder dan 36 klinkers.
In de nasleep van de kruistochten vanaf de 12de eeuw en vanuit het Arabische Spanje van de 14de eeuw kwamen westerse denkers in contact met de filosofie van Aristoteles en ontstond het eengemaakte Christelijke denksysteem van de scholastiek. De taalkunde vond daarin haar plaats in de vorm van de speculatieve grammatica, dat is het zoeken naar een verklaring van de grammaticale regels in plaats van die regels alleen maar te beschrijven. Scholastische denkers zoals Thomas van Erfurt bedachten ook regels van de syntaxis aan de hand van begrippen die overeenkomen met het huidige onderwerp en gezegde, en de onderschikking van daarvan afhankelijke zinsdelen.

### Nieuwe Tijd
Vanaf de renaissance ondergaat de taalkunde parallelle veranderingen met de algemene wetenschapsgeschiedenis. Het empirisme geeft ook in de taalkunde aanleiding tot een verhoogde belangstelling voor kennis die steunt op waarnemingen. Het tijdperk van de grote ontdekkingen brengt West-Europese taalkundigen in contact met een grote verscheidenheid aan niet-Europese talen. Bij het ontstaan van de Europese natie-staten speelt het bewustzijn van de eigenheid van de volkstaal een grote rol. De reformatie moedigt de gelovigen aan kerkelijke dogma's in vraag te stellen en hun geloof te versterken door zelf de Bijbel te lezen; daardoor, en door de (in Europa) pas uitgevonden boekdrukkunst, ontstaat een markt voor boeken in de volkstaal en een standaardisering van de verscheidenheid aan streekdialecten.

### Moderne Tijd
Reeds in de 17de eeuw had de Zweedse oudheidkundige Georg Stiernhielm de evangeliën gepubliceerd in een meertalige vergelijkende versie tussen het Gotisch (de oudste geschreven Germaanse taal), het IJslands, het Zweeds en het Latijn en legde daarmee de basis voor een historisch perspectief op de Germaanse talen.
Vanaf de 19de eeuw bestuderen Europese taalkundigen het Sanskriet en ontstaat de vergelijkende taalkunde met de ontwikkeling van de Indo-Europese hypothese: de oude talen van India delen een gemeenschappelijke voorouder met de Europese taalgroepen der Romaanse, Keltische, Germaanse, Griekse en Slavische talen.